# Bosanska Krupa
Bosanska Krupa je grad i općina u sjeverozapadnom dijelu Bosne i Hercegovine, smještena u dolinama rijeka Une i Krušnice. Najveći dio grada razvio se na niskom prijevoju između brda Huma i Starog grada na nadmorskoj visini od 176 metara u proširenom dijelu rijeke Une. Grad graniči s Bihaćem, Cazinom, Bužimom, Bosanskim Petrovcem, Sanskim Mostom, Bosanskim Novim te Dvorom u Republici Hrvatskoj. Rijeka Una prolazi kroz središte Bosanske Krupe. Cestovnim komunikacijama grad je povezan sa Zapadnom i Južnom Europom.
Grad pripada entitetu Federacija Bosne i Hercegovine.

## Stanovništvo

### Popisi 1971. – 1991.
| Stanovništvo općine Bosanska Krupa |                  |                  |                  |
| godina popisa                      | 1991.            | 1981.            | 1971.            |
| Muslimani                          | 43.104 (73,90 %) | 37.381 (67,68 %) | 31.842 (62,61 %) |
| Srbi                               | 13.841 (23,73 %) | 15.029 (27,21 %) | 18.230 (35,84 %) |
| Hrvati                             | 139 (0,23 %)     | 173 (0,31 %)     | 286 (0,56 %)     |
| Jugoslaveni                        | 708 (1,21 %)     | 2155 (3,90 %)    | 239 (0,46 %)     |
| ostali i nepoznato                 | 528 (0,90 %)     | 491 (0,88 %)     | 259 (0,50 %)     |
| ukupno                             | 58.320           | 55.229           | 50.856           |

#### Bosanska Krupa (naseljeno mjesto), nacionalni sastav
| Bosanska Krupa     |                |                |                |
| godina popisa      | 1991.          | 1981.          | 1971.          |
| Muslimani          | 9519 (66,03 %) | 6858 (56,88 %) | 6070 (67,63 %) |
| Srbi               | 4044 (28,05 %) | 3142 (26,06 %) | 2433 (27,11 %) |
| Hrvati             | 102 (0,70 %)   | 109 (0,90 %)   | 202 (2,25 %)   |
| Jugoslaveni        | 551 (3,82 %)   | 1764 (14,63 %) | 183 (2,03 %)   |
| ostali i nepoznato | 200 (1,38 %)   | 182 (1,50 %)   | 86 (0,95 %)    |
| ukupno             | 14.416         | 12.055         | 8974           |

### Popis 2013.
| Stanovništvo grada Bosanska Krupa |                  |
| godina popisa                     | 2013.            |
| Bošnjaci                          | 23.578 (92,30 %) |
| Srbi                              | 1260 (4,93 %)    |
| Hrvati                            | 66 (0,26 %)      |
| ostali i nepoznato                | 641 (2,51 %)     |
| ukupno                            | 25.545           |

| Bosanska Krupa – naseljeno mjesto |                |
| godina popisa                     | 2013.          |
| Bošnjaci                          | 9658 (94,72 %) |
| Srbi                              | 53 (0,52 %)    |
| Hrvati                            | 50 (0,49 %)    |
| ostali i nepoznato                | 435 (4,27 %)   |
| ukupno                            | 10.196         |

## Naseljena mjesta
Grad Bosanska Krupa sačinjavaju sljedeća naseljena mjesta:
Arapuša,
Banjani, 
Baštra, 
Benakovac, 
Bosanska Krupa, 
Donja Suvaja, 
Drenova Glavica, 
Glavica, 
Gorinja, 
Gornja Suvaja, 
Gornji Bušević, 
Gornji Petrovići, 
Gudavac, 
Hašani, 
Ivanjska, 
Jasenica, 
Jezerski, 
Ljusina, 
Mahmić Selo, 
Mali Badić, 
Mali Radić, 
Ostrožnica, 
Otoka,
Perna, 
Pištaline, 
Potkalinje, 
Pučenik, 
Srednji Bušević, 
Srednji Dubovik, 
Velika Jasenica, 
Veliki Badić,
Veliki Dubovik, 
Veliki Radić, 
Vojevac, 
Voloder,
Vranjska i 
Zalin.
Poslije potpisivanja Daytonskog mirovnog sporazuma, najveći dio grada Bosanska Krupa ušao je u sastav Federacije BiH. U sastav Republike Srpske ušla su sljedeća naseljena mjesta:
Donji Dubovik, 
Donji Petrovići, 
Gornji Bušević,
Hašani,
Mali Dubovik,
Osredak, 
Otoka, 
Potkalinje,
Srednji Bušević,
Srednji Dubovik,
Srednji Petrovići (ranije Arapuša) i
Veliki Dubovik. Od ovog područja nastala je općina Krupa na Uni.
Od naseljenih mjesta 
Bag, 
Bužim, 
Dobro Selo, 
Konjoder, 
Lubarda, 
Mrazovac i 
Varoška Rijeka nastala je 1995. godine općina Bužim koja je ušla u sastav Federacije BiH.

## Mjesne zajednice
Na popisu stanovništva 1991. godine općina Bosanska Krupa je imala 48 naseljenih mjesta raspoređenih u 31 mjesnoj zajednici:

### Gradske mjesne zajednice
- MZ Krupa – Centar (7509 st.)
- MZ Krupa II (Perna) (140 st.)
- MZ "27. Juli" (1089 st.)
- MZ Podvran (6194 st.)

obuhvaćaju naselja: Bosanska Krupa, Drenova Glavica i Perna.

### Seoske mjesne zajednice
- MZ Arapuša (536 st.) – obuhvaća naselje Arapuša.
- MZ Bušević (963 st.) – obuhvaća naselja: Gornji Bušević i Srednji Bušević.
- MZ Bužim (5490 st.) – obuhvaća naselja: Bag, Bužim i Mrazovac.
- MZ Čava (1752 st.) – obuhvaća naselje Dobro Selo.
- MZ Donji Dubovik (638 st.) – obuhvaća naselja: Donji Dubovik i Mali Dubovik.
- MZ Donji Petrovići (602 st.) – obuhvaća naselja: Donji Petrovići i Osredak.
- MZ Elkasova Rijeka (1290 st.) – obuhvaća dio naselja Lubarda.
- MZ Gornji Petrovići (464 st.) – obuhvaća naselje Gornji Petrovići.
- MZ Hašani (414 st.) – obuhvaća naselje Hašani.
- MZ Ivanjska (1253 st.) – obuhvaća naselja: Banjani, Glavica i Ivanjska.
- MZ Jasenica (1989 st.) – obuhvaća naselja: Benakovac, Gorinja, Jasenica, Velika Jasenica, Vojevac i Zalin.
- MZ Jezerski (3322 st.) – obuhvaća naselje Jezerski.
- MZ Konjoder (1762 st.) – obuhvaća naselje Konjoder.
- MZ Lubarda (1654 st.) – obuhvaća dio naselja Lubarda.
- MZ Ljusina (1315 st.) – obuhvaća naselje Ljusina.
- MZ Mahmić Selo (1714 st.) – obuhvaća naselje Mahmić Selo.
- MZ Ostrožnica (1514 st.) – obuhvaća naselja: Mali Badić i Ostrožnica.
- MZ Otoka (5309 st.) – obuhvaća naselja: Baštra, Otoka i Voloder.
- MZ Pištaline (1541 st.) – obuhvaća naselje Pištaline.
- MZ Potkalinje (284 st.) – obuhvaća naselje Potkalinje.
- MZ Pučenik (358 st.) – obuhvaća naselje Pučenik.
- MZ Srednji Dubovik (719 st.) – obuhvaća naselja: Srednji Dubovik i Veliki Dubovik.
- MZ Suvaja (1094 st.) – obuhvaća naselja: Donja Suvaja, Gornja Suvaja i Gudavac.
- MZ Varoška Rijeka (4992 st.) – obuhvaća naselje Varoška Rijeka.
- MZ Veliki Badić (1237 st.) – obuhvaća naselje Veliki Badić.
- MZ Veliki Radić (629 st.) – obuhvaća naselja: Mali Radić i Veliki Radić.
- MZ Vranjska (553 st.) – obuhvaća naselje Vranjska.

## Povijest
Ime Bosanske Krupe potječe od staroslavenske riječi krupa, koja se sačuvala i u imenu vrste atmosferskih padalina, u jednom ženskom pomagalu za uljepšavanje, a označavala je i dolinu, te kasnije dobila značenje uzvišenja u dolini, ali i dolinu samu. Stari grad i jest podignut na jednoj uzvisini riječnog otoka – ade. 
Srednjovjekovna Krupa bila je grad u hrvatskom kraljevstvu, kasnije dio Zagrebačke županije i biskupije, a prilikom jednog osmanskog pohoda na Beč osvojio ga je Kara-Mustafa paša Sokolović. Posljednji hrvatski kapetan bio je vojvoda Matijaš Bakić, koji se utopio na utoci Krušnice u Unu, ranjen u prodoru kroz turske redove, poput tadašnjeg vlasnika Krupe Nikole Zrinskog u Sigetu. Dok se vodila presudna bitka, na lijevoj obali Une, na mjestu gdje se danas nalazi željeznički kolodvor nalazila se utaborena desetak dana habsburška vojska, sastavljena većinom od Hrvata, pod zapovjedništvom Nijemca Auersperga koji nije htio pomoći opkoljenim krupskim Hrvatima. Jedna grupa od osamdesetak Hrvata je pokušala doći u pomoć, ali su ih osmanski vojnici spriječili. Boj su preživjela samo dva Krupljanina koji su vijest o padu Krupe pod Turke odnijela u Podove (Današnji Dvor Zrinskih – Novi Grad).

## Poznate osobe
- Reisu-l-ulema Mehmed Džemaluddin ef. Čaušević
- Ermin Redžić Bubi, pjevač

## Šport
Održavaju se malonogometni turnir Šabić – Kop i Memorijalni malonogometni turnir Ćojluk.